# Hyalinobatrachium ibama
Hyalinobatrachium ibama es una especie de anfibio anuro de la familia de las ranas de cristal (Centrolenidae). Se distribuye por Colombia y Venezuela entre los 1600 y los 2050 m de altitud. Se encuentra amenazada de extinción principalmente por la pérdida de hábitat causada por la expansión de la agricultura.